# Sibirisk pion
Sibirisk pion (Paeonia anomala) är en art i familjen pionväxter som förekommer naturligt i nordöstra Europa och österut till västra Sibirien, Kina och centrala Asien. Arten odlas som trädgårdsväxt i Sverige.
Två underarter erkänns:
- subsp. anomala - har vanligen en ensam topställd blomma och ibland 1-2 små sidoblommor.
- rosenpion (subsp. veitchii) - har vanligen 1-4 normalstora blommor per stjälk och 1-4 små sidoblommor.

## Synonymer
- Paeonia altaica K. M. Dai & T. H. Ying
- Paeonia anomala var. angustifolia I.M. Krasnoborov
- Paeonia anomala var. nudicarpa Huth
- Paeonia anomala var. typica Regel
- Paeonia laciniata Pallas
- Paeonia quinquecapsularis Pallas
- Paeonia sibirica Pallas
- Paeonia sinjiangensis K. Y. Pan
- Paeonia veitchii subsp. altaica (K. M. Dai & T. H. Ying) Halda.

subsp. veitchii
- Paeonia beresowskii Komarov
- Paeonia veitchii Lynch
- Paeonia veitchii var. beresowskii (Komarov) Schipczinsky
- Paeonia veitchii var. leiocarpa W. T. Wang & S. H. Wang ex K. Y. Pan
- Paeonia veitchii var. uniflora K. Y. Pan
- Paeonia veitchii var. woodwardii (Stern & Cox) Stern
- Paeonia woodwardii Stern & Cox.